# Угодичи
Угодичи — село в Ростовском районе Ярославской области России. 
В рамках организации местного самоуправления входит в сельское поселение Семибратово, в рамках административно-территориального устройства является центром Угодичского сельского округа.

## География
Находится на противоположном от города Ростова восточном берегу озера Неро. Местоположение села довольно живописное: с одной стороны открывается вид на озеро Неро и город Ростов, а с другой — на многочисленные прибрежные селения, расположенные по вершине и скатам возвышенности, составляющей восточную окраину озера. Середину села занимает торговая площадь, на которой помещается Богоявленская церковь, а сама площадь обставлена каменными домами.

## Население
Динамика численности населения:
- 1628-1631 гг. - более 200 человек[6];
- 1646 год – около 200 семей[7];
- конец XVIII в. – 353 двора, 1054 душ мужского пола и 1068 душ женского пола[8];
- 1859 год – 314 дворов, 861 душ мужского пола и 1019 душ женского пола[9];
- 1861 год – при двух церквях 297 дворов, в них 896 душ мужского пола и 1070 – женского пола[10];
- 1885 год – 285 дворов и 868 душ мужского пола при 672 наделах[11];
- 1908 год – прихожан в Богоявленской церкви 527 мужского пола и 524 женского пола, в Николаевской церкви 609 мужского пола и 599 женского пола[12];
- 2009 год – 663 человека[13].

| 1859 | 1897  | 1914  | 2007 | 2010 |
| ---- | ----- | ----- | ---- | ---- |
| 1880 | ↘1876 | ↗2300 | ↘682 | ↘611 |

Согласно результатам переписи 2002 года, в национальной структуре населения русские составляли 97 % от всех жителей.

## История
Доподлинная дата возникновения села как населённого пункта неизвестна, но, судя по археологическим находкам и преданиям, село существовало с очень давних времён.
Во второй половине I тысячелетия в этих местах проживало финно-угорское племя меряне (меря), от которых и осталось множество наименований нынешних населённых пунктов, в том числе и Угодичи (Угожь). Меря проживали на территории современных Ярославской, Ивановской, восточной части Тверской, южной части Вологодской и западной части Костромской областей России.
Начало слияния меря с восточными славянами относится к X—XI векам. Эта территория стала основой Владимиро-Суздальского княжества, уничтоженного войсками Батыя в 1238 году.
Земли у озера Неро с начала XIII века вошли в состав Ростовского княжества — русского удельного княжества в составе Великого княжества Владимирского с центром в городе Ростове, существовавшего с 1207 по 1474 год.
Первое документальное упоминание села встречается в "Повести о битве на Калке", дошедшей в составе Тверской летописи XV века, где рассказывается о междоусобице между сыновьями Всеволода Большое Гнездо Константином и Юрием в начале XIII века, одно из сражений которой прошло под Угодичами.
По имеющимся данным, до 1472—1473 годов село Угодичи относилось к Аврамиеву Богоявленскому монастырю, а после «было взято на время» «и в том замолчали, а из монастыря не били челом».
В XIV—XV веках Угожь была удельной собственностью князей Дмитрия Ивановича Донского, Юрия Дмитриевича Галицкого (с 1389 года), Василия Юрьевича Косого (с 1434 года) и др.
С XVI века село носит название Угодичи.
С середины XVI века Угодичи являлись вотчиной князей Глинских.
В 1553 году село посетил царь Иван Грозный, сделавший богатый вклад в Богоявленскую церковь. После смерти Феодора Иоанновича село перешло в ведение дворца, а Василий Шуйский пожаловал Угодичи «с деревнями и со всеми угодьи и рыбные ловли» думному дьяку Томиле Юдину Луговскому «за московское осадное сиденье лета 7117 (1609 г.)». Таким образом, Угодичи перестали быть княжеской вотчиной, и перешли в руки частных владельцев. Во время своего похода на Москву летом 1612 года у Томилы Луговского в Угодичах останавливался князь Дмитрий Пожарский, войско которого пополнили «охотники-бобыли села Угодич; во главе их был Васька Артемкин-Альтин, прозвищем Вихорь».
В переписной книге 1629—1631 годов про село имеется следующая запись: «За Томилом Юдиным сыном Луговским в вотчине за царя Василья Ивановича московское осадное сиденье по государеве Цареве и великого князя Михаила Федоровича всеа Руси жалованной грамоте за приписью диока Ивана Грязева 129-го году: Село Угодичи у Ростовского озера на речке на Вороболке. А в селе церковь Богоявления Господа Бога и Спаса нашего Иисуса Христа, древена, вверх; да церковь с трапезою верховных Апостол Петра и Павла; да на моголицах церковь Архистратига Михаила; да церковь сооружена вновь Николы чюдотворца, древян, клетцки. А церкви, и в церквах образы и свечи, и книги, и ризы, и сосуды церковные, и на колокольнях колокола, и всякое церковное строенья мирское того ж села Угодич крестьян. А у церквей у Богоявления Господня и у Петпа и Павла поп Леонтей Васильев, дьячек Ивашко Федоров, пономарь Лукашка Попов, просвирница старица Анисья. Да у церкви Архистратига Михаила да у Николы Чудотворца поп Федор Павлов, дьячок Микифорко Павлов сын Папов, пономарь Лукашка Попов, просвирница Матреница, трапезник Ивашко Оксенов.
Пашни церковные середние земли восьми чети в поле, а в дву по тому ж. Сена церковного к церкве Богоявлению Господню попу на пожне Песку тридцать копен да дьячку в лугу от речки Вороболки двадцать копен, пономарю десять копен, просвирнице пять копен, да к церкве Николы чюдотворца попу сена на пожне Момзерихе двадцать копен.
В селе ж двор вотченников, двор конюшенной да дворы деловых людей (19 человек).
Да в селе ж двор скотей, а в нём живут скотники за четверьми вороты, а розгорожены начетверо для того, что скотину большую и мелкую всякую пригоняют порознь по дворам. А по воротам скотников (8 человек).
Да в селе ж бобыли, кормятся рыбною ловлею и огороднею пашнею, а пашни на вотченника и на себя ничего не пашут, полевую пашню в селе исстари и ныне пашут на вотченника деловые люди и из деревень крестьяне наездом…
Пашни паханые середние земли, пашут на вотченника деловые люди, из деревень крестьяне наездом, сорок чети да перелогом одиннадцать чети в поле, а в дву по тому ж. Да меншого поля, что от монастырской деревни Борисовской, в Угодицкой рощи новые распаши четыре десятины да того ж поля на борку лёссовой поросли семь десятин. Сена подле Ростовского озера и около Поль, и на пожнях в розных местах семьсот копен. А в государевы всякие подати платить села Угодич бобылем против пашенных крестьян и бобылей против живущие пашни с пяти чети с осминою пашни. Под селом же Угодичами подле берег в Ростовском озере рыбная ловля от межи митрополичья села Воржи от трестяного плаву от Михеева Бачега, а в другую сторону от села от Сулости от грудные ловли, от поддубные тресты села Сулости крестьянина Богдашка Хлудова, что в межах села Угодич со крестьянином Васкою Истомина з грудною же ловлею, в длину подле озера промеж тех меж на две версты. А строят тое рыбную грудною ловлю села Угодич крестьяне в озере, летом мечут хворост, а в осень бъют колвей, а промеж колья мечут хворост можжевеловый, а огораживают кольцами и ловят саками и удами. Да к тому ж селу Угодичам з деревнями по государеве Цареве и великого князя Михаила Федоровича всеа Русии жалованной вотчиной грамоте написано угодья рыбных ловель в Ростовском озере и в реке во Где и в Устье, и в Котороси, а ловят рыбную ловлю села Угодич ловцы в Ростовском озере летом и зимою неводами и всякими ловлями после государевых подледных ловцов. Под селом же Угодичами прудок старинный, а земля по обе стороны села Угодич, а смежна с пашнею вотчинною Андреевского монастыря деревни Борисовской. Да к тому ж село Угодичам лесу, рощи осиновой, семьдесят десятин, а втом лесу села Угодич и деревень крестьянских и бобылских сенных покосов в разных местах двести копен.
К селу ж Угодичам деревни тяглые: Ухино на пруде, Вороболово на речке на Вороболовке, Тряслово на речке Вороболке, Пустошь что была деревня Глухово на пруде.
И всего за Томилом Юдиным сыном Луговским в вотчине село да три деревни, да пустошь. А в селе четыре церкви, а у церквей девять дворов церковных. Пашни церковные середние земли восмь чети в поле, а в дву по тому ж. Сена восмьдесят пять копен. В селе ж и в деревнях, и на пустоши двор вотчинников, двор конюшенный, двор скотей, тринадцать дворов деловых людей, сорок шесть дворов крестьянских, людей в них семьдесят восмь человек, сто восмь дворов бобылских, людей в них сто девяносто три человека, осмьнадцать дворов пустых, десять мест дворовых. Пашни паханные опричь села Угодич бобылей, что расположены в четверти против пашенных людей, середние земли пяти чети с осминою и с четвериком да наезжие пашни, пахоно на вотченника, девяносто шесть чети, да перелогом сто чети с осминою бес получетверика, да лесом поросло, и с наезжею пашнею середние земли двесте пять чети в поле, а в дву по тому ж.
Сена тысяча сто девяносто копен. Лесу, рощи семьдесят десятин да болота кочковатого семьнадцать десятин. А платить села Угодич бобылем з живущего против добрые земли с пяти чети с осминою пашни. Обоего села Угодич и деревень крестьяном и бобылем платить с живущего в сошное писмо з добрые земли з десяти чети пашни. В пустее сошного писма четь без пол-полчети сохи. И перешло за сошным писмом четыре чети пашни.
А написана за ним та вотчина по государеве жалованной вотчинной грамоте за приписью дьяка Ивана Грязева 129-го году».
После возвращения Томилы Луговского из польского плена в 1620—1627 годах вместо деревянной церкви Богоявления была выстроена каменная. Крестьяне Угодич и окрестных деревень сами обжигали кирпич и производили все строительные работы под руководством приглашенного из Москвы мастера Вторушки Васильева.
В 1646 году Угодичи принадлежали Алексею Ивановичу, сыну Луговскому.
В конце XVII века село перешло во владение дворянского рода Мусиных-Пушкиных. В 1678 году новая владелица Угодич И. М. Мусина-Пушкина устроила при церкви каменную трапезую с двумя престолами: во имя апостолов Петра и Павла и во имя Трёх Святителей. Впервые построена шатровая колокольня.
В 1682 году церковь Богоявления была украшена «иконным и стенным письмом вологодскими живописцами Ермолаем и Яковом Селдеевыми и Григорьем Аггеевым».
По преданию, в 1709 году царь Пётр I посетил в Угодичах своего сподвижника Ивана Мусина-Пушкина, которому «за ево службу и воинские походы» присвоил графский титул и пожаловал «Ростовское озеро с втекающими и истекающими из него реками и речками со всеми рыбными ловли владеть впредь без оброку». Кроме того, царь преподнёс Мусину-Пушкину в дар древнюю Владимирскую икону Божией Матери из своей походной церкви.
В 1707—1709 годах в Угодичах в северной части села на месте деревянной церкви начала XVII века была сооружена каменная церковь во имя Николая Чудотворца.
С образованием губерний село Угодичи вошло в состав Ростовского уезда Ярославской губернии.
В 1740 году село поступило в дворцовое ведомство, а в 1762 году стало имением помещицы Е. А. Голицыной, затем её брата Ф. А. Карра. После смерти Е. А. Голицыной её брат в 1809 году отпустил своих крепостных крестьян на волю «со званием свободных хлебопашцев с правом землевладельцев-собственников».
К Никольской церкви в 1803 году была приложена трапезная (зимняя церковь) и в 1809—1811 годах приложены летние приделы.
Последние угодичские помещики княгиня Е. А. Голицына и Ф. А. Карр также участвовали в распространении Богоявленского храма и, кроме того, соорудили вновь и существующую ныне шатровую колокольню Богоявленской церкви. С 1851 по 1857 года церковь была снова перестроена на сумму прихожан.
По данным за 1861 год в Богоявленской церкви было пять престолов. Церковной земли было 36 десятин.
В приходе находились два селения: Угодичи близ озера Неро (155 дворов, 427 мужчин, 523 женщины) и Уткино близ озера Неро (75 дворов, 234 мужчины, 277 женщин).
Никольская церковь каменная, в одной связи летняя и зимняя. Земли церковной — 8 десятин.
В приходе было три селения: Угодичи близ озера Неро (142 двора, 469 мужчин, 547 женщин), Тряслово (39 дворов, 144 мужчины, 155 женщин), Вороблово на реке Воробилке(32 двора, 115 мужчин, 155 женщин).
На 1859 год в селе Угодичи было две православных церкви, училище, базар, три завода (паточный, цикорный и мятного масла).
На расстоянии одной версты от села находилась пароходная пристань. По воскресеньям проводились базары. Жителей в конце XIX века было около 3500 человек. Земли, пригодной для обработки, у крестьян было очень мало (около 800 квадратных саженей на душу), поэтому они вовсе не занимались хлебопашеством. Главными занятиями были огородничество, рыболовство и колка льда. Обработка земли была доведена до совершенства: гряды не пахались, а копались заступами и руками. Продукты частично сбывались на месте, частично отправлялись в столицы. Часть крестьян уходила из села на сторонние заработки.
В середине XIX века Угодичи представляли собой крупное село с населением более 1600 человек, с 320 домами (из которых 9 было каменных, 8 — с каменным первым этажом и 14 на каменных фундаментах), расположенными на шести улицах, волостным правлением, сельским училищем, пожарным депо, трактиром, питейным домом и гостиным двором. По воскресеньям на базарной площади происходил торг. Население занималось рыболовством, огородничеством, некоторыми видами ремёсел, был развит отхожий огородный промысел. В селе имелись картофелетерочное и кофе-цикорное производство. Зимой жители Угодич занимались «ледопромышленностью», то есть снабжали окрестные сёла и Ростов льдом для погребов и подвалов для хранения продуктов и вин.
В центре села на бывшей торговой площади стояла трёхъярусная колокольня церкви Богоявления. Сама Богоявленская церковь, называвшаяся местными жителями «соборной», после перестройки в середине XIX века во многом утратила черты древней архитектуры.
По сведениям 1859 года село Угодичи являлось селом владельческим, находилось у озера Неро, располагалось в 15 вёрстах от уездного города и являлось становым (позднее — волостным центром). В состав Угодичской волости входило 21 селение.
29 июня 1898 года в селе Угодичах была открыта бесплатная библиотека и читальня. Из-за отсутствия специального помещения библиотека находилась в одной комнате (по соседству с сельским правлением) и имела небольшой читальный зал. Была открыта ежедневно в будни на 4 часа, в праздники на 6 часов. С 19 сентября 1916 года библиотека стала размещаться в комнате при кредитном товариществе.
По состоянию на начало XX века Богоявленская церковь зданием была крепка. При церкви земли 28 десятин. Два церковных дома: одноэтажный и двухэтажный, деревянные, под железной крышей. В селе Угодичах прихожан 527 мужчин и 574 женщины. В деревне Уткине 366 мужчин и 375 женщин. Деревня Уткино находилась от церкви в 1,5 вёрстах. В приходе две земские школы и народная бесплатная библиотека-читальня, содержались на общественные средства.
Никольская церковь также прочна. Земли при церкви усадебной и сенокосной было 8 десятин. Домов церковных два: в одном помещалась церковно-приходская школа, а в другом жил псаломщик. Прихожан: в селе Угодичах 609 мужчин и 599 женщин, в деревне Тряслове 243 мужчины и 240 женщин, в деревне Воробылове 161 мужчина и 172 женщины. Деревни Тряслово и Воробылово располагались от церкви в 2,5 вёрстах.
Школ в приходе было три:

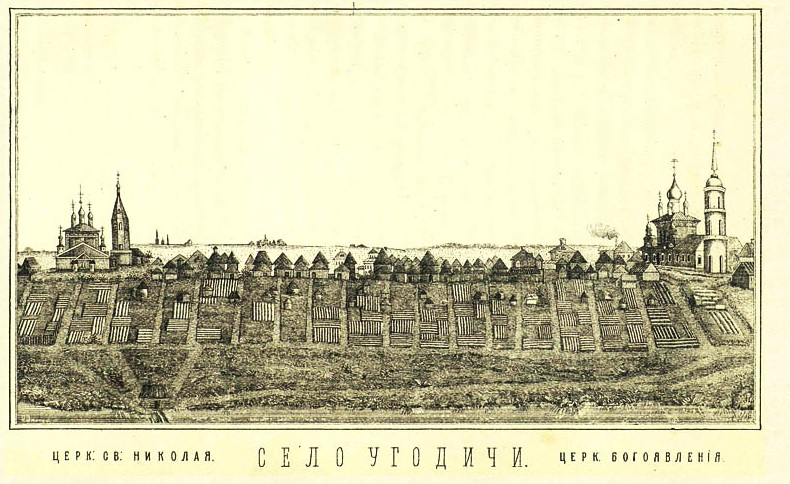
Иллюстрация из книги А. Титова «Ростовский уезд Ярославской губернии. Историко-Археологическое и статистическое описание с рисунками и картой уезда». 1885

- церковно-приходская в селе Угодичах (содержалась на средства попечителя, располагалась в церковном доме);
- угодичская земская, обслуживавшая два прихода в селе Угодичах — Никольский и Богоявленский (содержалась на средства сельского общества, в общественном доме);
- воробыловская в деревне Тряслове (содержалась на общественные средства, в общественном доме)[12].

Имелось приходское попечительство и народная бесплатная библиотека-читальня, в которой было свыше 800 томов.
Богоявленская церковь была закрыта в конце 1920-х — начале 1930-х годов. До наших дней она не сохранилась, осталась лишь колокольня.
Никольский храм был сильно повреждён в советское время. Утративший колокольню пятиглавый бесстолпный храм отличается гармоничным соотношением объёмов основного куба и невысокой алтарной части. В интерьере храма сохранились фрагменты стенной росписи первой половины XIX века. В настоящее время здание храма восстанавливается.
В 1929 году Угодичская волость была ликвидирована и вошла в состав Ростовского района. В соответствии с Постановлением Президиума ВЦИК от 14 января 1929 года Ярославская губерния была упразднена, а создана Ивановская промышленная область.
С марта 1936 года село Угодичи вошло в Ростовский район Ярославской области, где и находится поныне.

## Инфраструктура
- Дом культуры
- Школа
- Амбулатория
- Детский сад
- Сбербанк
- Отделение почты

## Достопримечательности
- Колокольня Богоявленской церкви
- Церковь Николая Чудотворца (действующая)
- Памятник воинам Великой Отечественной войны